# Mazzabubù... Quante corna stanno quaggiù?
Pour plus de détails, voir Fiche technique et Distribution.
Mazzabubù... Quante corna stanno guaggiù? est un film à sketches italien réalisé par Mariano Laurenti et sorti en 1971, avec le duo comique Franco et Ciccio.

## Synopsis
Le film porte sur le thème de l'adultère. Il est composé de trois épisodes principaux reliés par une dizaine de petits sketches.
Le film est construit autour du monologue d'un homme qui raconte une série d'histoires d'adultère. À la fin du film, il s'aperçoit qu'il a lui aussi « des cornes » (qu'il est trompé).

## Fiche technique
Sauf indication contraire, les informations mentionnées dans cette section peuvent être confirmées par la base de données cinématographiques IMDb,  présente dans la section « Liens externes ».
- Réalisation : Mariano Laurenti
- Scénario : Sandro Continenza, Amedeo Sollazzo
- Musique : Roberto Pregadio
- Production : Claudia Cinematografica
- Pays :  Italie
- Genre : comédie
- Durée : 81 min
- Année de sortie : 1971

## Distribution
- Carlo Giuffré : le présentateur
- Ciccio Ingrassia
- Franco Franchi
- Nadia Cassini
- Guido Mannari
- Enzo Turco
- Guido Mannari
- Sylva Koscina
- Maurizio Arena
- Isabella Biagini
- Alfredo Rizzo
- Luciano Salce
- Lars Bloch
- Umberto D'Orsi
- Pippo Franco
- Fausto Tozzi
- Lino Banfi
- Renzo Montagnani
- Riccardo Garrone
- Ugo Adinolfi
- Renato Baldini
- Maurizio Bonuglia
- Maria Pia Conte
- Rosemary Dexter
- Franco Giacobini
- Giancarlo Giannini
- Ettore Manni
- Gino Pagnani
- Silvana Pampanini